# Тенк борбено возило А
Тенк борбено возило А је био југословенски пројект тенка са краја 1940-их и почетка 1950-их година.
Требало је да користи већину компоненти тенка Т-34/85, ради бржег увођења у производњу. Израђена је мања серија, од којих се један налази у војном музеју у Београду, док су други временом уништени као мете на војним полигонима.
Тенк није уведен у производњу због неких проблема конструкције и због увођења у наоружање ФНРЈ тенкова Шерман добијених од САД у оквиру војне помоћи (Military Assistance Program).
Југославија је добијала војну помоћ због отпора Стаљину током периода Резолуције Информбироа.